# ایوان ریدلی
ایوان ریدلی (به انگلیسی: Yvonne Ridley) (۲۳ آوریل ۱۹۵۸ استنلی، کانتی دورهام، انگلیس) معاون انجمن مسلمانان اروپا، خبرنگار و روزنامه‌نگار انگلیسی، و مجری برنامه‌های شبکهٔ خبری پرس تی‌وی است.
وی با روزنامه‌های ساندی تایمز، ایندیپندنت ،آبزرور، دیلی میرور و نیوز آو د ورلد همکاری داشته‌است. ریدلی جانشین ویراستار در روزنامهٔ والز آن ساندی بوده‌است.

## دستگیری در ۲۰۰۱
او به عنوان خبرنگار روزنامهٔ دیلی میرور انگلستان، به افغانستان سفر کرد و توسط طالبان به اتهام جاسوسی برای آمریکا دستگیر شد. سپس پس از اشغال افغانستان توسط آمریکا، آزاد شد و با بدرقهٔ رسمی حامد کرزی به انگلستان بازگشت.

## ورود به اسلام
پس از آزادی و بازگشت به لندن، قرآن را مطالعه کرد و پس از ۲ سال مطالعه دربارهٔ اسلام، اعلام کرد که مسلمان شده‌است. شبکهٔ بی‌بی‌سی در مورد مسلمان شدن او مستندی ساخت و پخش کرد.
رایدلی پس از مسلمان شدن با صفحهٔ اینترنتی انگلیسی شبکهٔ الجزیره کار می‌کرد، سپس با تلویزیون کانال اسلام (Islam Channel TV) در لندن به همکاری پرداخت.

## پرس تی‌وی
پس از آغاز به کار پرس تی‌وی به عنوان مجری این شبکه به همکاری پرداخت.

## نظرات
وی شمیل باسایف رهبر شورشیان چچن و عامل کشتار کودکان در بسلان روسیه را شهید می‌داند.
وی ایدئولوژی و اهداف طالبان و داعش را متفاوت می‌داند. وی معتقد است طالبان خواستار برقراری یک دولت اسلامی در چارچوب مرزهای افغانستان است در حالی که داعش خواستار تأسیس خلافتی بدون مرز است تا جایی که حاکمیت کشورها را برای تحقق این خواسته نقض کند. ایوان ریدلی در مورد نحوهٔ عضوگیری داعش معتقد است که جذب افراد با انگیزه‌هایی چون پول، مقام یا قدرت است. وی تأکید می‌کند ایدئولوژی داعش هیچ شباهتی با تفاسیر مرسوم از اسلام ندارد.
ریدلی در فوریهٔ سال ۲۰۰۶ در «کالج امپریال لندن»، اسرائیل را «آن سگ نگهبان کوچک نفرت‌انگیز آمریکا که خاورمیانه را چرکین کرده» توصیف کرد.